# Amerikanere
Amerikanere er statsborgere i USA. Landet er hjemsted for folkeslag af mange forskellige nationale oprindelser. Som et resultat deraf ligestiller amerikanerne ikke deres nationalitet med etnicitet, men med statsborgerskab og loyalitet. Til trods for at statsborgerne udgør størstedelen af amerikanerne, så kan indbyggere uden statsborgerskab, dobbelte statsborgere og udlændinge også hævde at de har en amerikansk identitet.
Brugen af udtrykket "American" i det engelske sprog, i den sammenhæng, hvor det udelukkende betyder folk fra USA, er udviklet fra dets oprindelige betydning, hvor det blev benyttet til at adskille englændere fra folk fra de britiske kolonier i Amerika på trods af dets flertydige sproglige betydning. Ordet amerikaner kan også være en generel betegnelse for folk i Amerika. Se navne for amerikanske statsborgere.
Der er omtrent 320 mio. amerikanere.
Amerika blev først for alvor koloniseret, efter Christopher Columbus' ekspedition i 1492. Før da var det beboet af Amerikas oprindelige folk